# Irmã Dulce (filme)
Irmã Dulce é um filme brasileiro de 2014 do gênero drama biográfico, sobre a vida de Irmã Dulce. Foi produzido pela Migdal Filmes (Iafa Britz), dirigido por Vicente Amorim e estrelado por Bianca Comparato e Regina Braga.
O filme foi rodado em Salvador, Bahia, lar da religiosa e onde fundou suas obras assistenciais, sendo conhecida como "o anjo bom da Bahia".

## Elenco
| Ator                              | Personagem                                          | Ref.   |
| --------------------------------- | --------------------------------------------------- | ------ |
| Regina Braga                      | Irmã Dulce / Maria Rita de Sousa Brito Lopes Pontes | [ 7 ]  |
| Bianca Comparato                  | Irmã Dulce (jovem)                                  | [ 8 ]  |
| Malu Valle                        | Madre Fausta                                        | [ 9 ]  |
| Glória Pires                      | Dulce Maria de Souza Brito Lopes Pontes             | [ 10 ] |
| Zezé Motta                        | Mãe Menininha                                       | [ 10 ] |
| Fábio Lago                        | Neco                                                | [ 10 ] |
| Ícaro Vila Nova                   | Neco (jovem)                                        | [ 10 ] |
| Zezé Polessa                      | Dulcinha, irmã de Dulce                             | [ 10 ] |
| Alice Assef                       | Dulcinha (jovem)                                    | [ 10 ] |
| Amaurih Oliveira                  | João                                                | [ 10 ] |
| Lisandro Oliveira                 | João (criança)                                      | [ 10 ] |
| Patrícia Oliveira / Zeca de Abreu | Irmã Emília                                         | [ 10 ] |
| Gracindo Júnior                   | Dr. Augusto Lopes Pontes                            | [ 10 ] |
| Irene Ravache                     | Madre Provincial                                    | [ 9 ]  |
| Luiz Carlos Vasconcelos           | Dom Eugênio Sales                                   | [ 11 ] |
| Aicha Marques                     | Tia Madaleninha                                     | [ 12 ] |
| Agnaldo Lopes                     | Dinael                                              | [ 11 ] |
| Caco Monteiro                     | Prefeito                                            | [ 11 ] |
| Marcelo Flores                    | Arduíno                                             | [ 11 ] |
| Renato Pietro                     | Repórter                                            | [ 11 ] |

## Recepção
Em sua crítica para a Gazeta do Povo, Isadora Rupp escreveu: "Uma das produções nacionais mais esperadas do ano. E não decepciona: o ótimo roteiro é muito bem amarrado e conta a história da religiosa desde a infância, explicando a devoção de Dulce à causa da justiça social."
O Globo, Mario Abbade: "Apesar da história rica que tem em mãos, o roteiro escrito por Anna Muylaert não sai do lugar-comum: tudo é narrado de forma monocórdica e muito conservadora, principalmente para uma personagem que foi de encontro ao status quo. (...) Essa abordagem pouco atraente é reforçada por um elenco que parece atuar em piloto automático, com as gratas exceções de Bianca Comparato (Irmã Dulce na juventude) e Gracindo Jr. (Dr. Augusto), que brilham. O destaque, no entanto, é a direção de Vicente Amorim..."
A Tarde, Adalberto Meireles: "[O] resultado é um tanto desigual: o que sobra em Bianca [Comparato], delineando as características físicas de Irmã Dulce, seu gesto e o tipo mignon, falta a Regina [Braga], uma atriz que compõe uma personalidade de mergulho e entrega espiritual à personagem."
Almanaque Virtual, Gabriel Gaspar: "Todos entendemos a importância das obras sociais de Irmã Dulce, mas uma personagem que não tem um segundo de dúvida ou outro pensamento fora ajudar pode soar pouco convincente em alguns momentos. Além disso, o roteiro repleto de saltos de tempo desperdiçou momentos emocionantes na vida da freira..."
Zero Hora, Roger Lerina: "Diferentemente dos filmes nacionais espiritualistas, o longa do diretor Vicente Amorim evita apelar para o sobrenatural, investindo com competência no gênero melodrama para contar a história."
Do Cinema com Rapadura, Arthur Grieser: "Irmã Dulce é razoável, acima da média do que costuma sair no circuito nacional durante o ano. Entre erros e acertos, entre um saldo temporal e outro, é uma obra que poderia ser bem melhor caso não acabasse por se perder nas próprias pretensões..."
CinePOP, Wilker Medeiros: "Mesmo seguindo a lógica da maioria das biografias, em que falhas são pouco expostas, ou sendo bem esquemático no que se refere à direção, narrativa e proposta, Amorim, no geral, não faz feio e entrega um filme deveras correto, que deve agradar seu público alvo."
Cineweb, Alysson Oliveira: "[O filme] cai facilmente no erro típico do gênero: querer dar conta de uma vida inteira em menos de duas horas. Assim, o filme parece uma colagem de 'melhores momentos' ou 'trívias da Wikipédia'..."
Omelete, André Zuliani: "Momentos emocionantes não faltariam na vida de Irmã Dulce, mas o roteiro de L.G. Bayão e Anna Muylaert não conseguem construí-los, em alguns momentos, de maneira convincente. No final, o filme cumpre o seu objetivo..."